# گروملو دل مونته
گروملو دل مونته (به ایتالیایی: Grumello del Monte) یک کومونه در ایتالیا است که در استان برگامو واقع شده‌است. گروملو دل مونته ۹٫۸ کیلومتر مربع مساحت و ۷٬۳۶۰ نفر جمعیت دارد و ۲۰۸ متر بالاتر از سطح دریا واقع شده‌است.